# Kurt Weiß
Kurt "Kutti" Weiß (30. ožujka 1906. – 29. kolovoza 1995.) je bivši njemački hokejaš na travi. 
Osvojio je brončano odličje na hokejaškom turniru na Olimpijskim igrama 1928. u Amsterdamu kao član njemačkog izabranog sastava. Nije igrao, ali je vjerojatno bio pričuvnim igračem. MOO u svojim bazama podataka ga navodi kao osvajača odličja. Ako je i zašto je mogao primiti odličje nije poznato sa sigurnošću.
8 godina poslije je osvojio srebrno odličje na hokejaškom turniru na Olimpijskim igrama 1936. u Berlinu igrajući za Njemačku. Odigrao je tri susreta na mjestu napadača. Te godine je igrao za Berliner Sport-Club.

## Vanjske poveznice
- Profil na Sports-Reference.com  Arhivirana inačica izvorne stranice od 19. svibnja 2011. (Wayback Machine)